# Autoroute A6 (Lussemburgo)
L'autostrada A6 è un'autostrada del sud-ovest del Lussemburgo.
Lunga complessivamente 20,791 km, collega la capitale Lussemburgo a Kleinbettingen, nell'ovest del granducato.
A Kleinbettingen, la A6 giunge al confine con il Belgio. L'autostrada belga A4, in direzione di Arlon e Bruxelles, è la naturale continuazione.
La A6 è parte della strada europea E25, che va da Hoek van Holland nei Paesi Bassi a Palermo.

## Apertura al traffico
L'apertura al traffico avvenne in tre fasi:
- 1976: Croix de Cessange - Strassen
- 1978: Croix de Gasperich - Croix de Cessange
- 1982: Strassen - Kleinbettingen

## Percorso
| /   | Confine di Stato             |
| (1) | Capellen N13                 |
|     | Area di servizio di Capellen |
| (2) | Mamer N6                     |
| (3) | Bridel                       |
| (4) | Strassen N6                  |
| (5) | Helfenterbruck N5            |
|     | Croix de Cessange A4         |
|     | Croix de Gasperich A3        |